# Zoe Hives
Zoe Hives (* 24. Oktober 1996 in Ballarat) ist eine australische Tennisspielerin.

## Karriere
Hives begann mit sieben Jahren das Tennisspielen und ihr Lieblingsbelag ist der Sandplatz. Sie spielt vor allem Turniere auf dem ITF Women’s Circuit, bei denen sie bislang vier Einzel- und zwei Doppeltitel gewonnen hat. Auf der WTA Tour trat sie bislang nur bei der Qualifikation zu den Apia International Sydney 2014 an, wo sie aber in der ersten Runde bereits verlor.

## Turniersiege

### Einzel
| Nr. | Datum            | Turnier       | Kategorie   | Belag     | Finalgegnerin     | Ergebnis       |
| --- | ---------------- | ------------- | ----------- | --------- | ----------------- | -------------- |
| 1.  | 30. März 2015    | Melbourne     | ITF $15.000 | Sand      | Sally Peers       | 7:5, 6:2       |
| 2.  | 7. Januar 2018   | Playford City | ITF $25.000 | Hartplatz | Alexandra Bozovic | 6:4, 5:7, 7:64 |
| 3.  | 14. Oktober 2018 | Toowoomba     | ITF $25.000 | Hartplatz | Ellen Perez       | 6:0, 6:2       |
| 4.  | 4. November 2018 | Canberra      | ITF $60.000 | Hartplatz | Olivia Rogowska   | 6:4, 6:2       |

### Doppel
| Nr. | Datum             | Turnier  | Kategorie         | Belag     | Partnerin           | Finalgegnerinnen              | Ergebnis         |
| --- | ----------------- | -------- | ----------------- | --------- | ------------------- | ----------------------------- | ---------------- |
| 1.  | 11. November 2017 | Bendigo  | ITF $60.000       | Hartplatz | Alison Bai          | Asia Muhammad Arina Rodionova | 4:6, 6:4, [10:8] |
| 2.  | 8. Juni 2018      | Singapur | ITF $25.000       | Hartplatz | Olivia Tjandramulia | Miyabi Inoue Junri Namigata   | 6:4, 4:6, [10:6] |
| 3.  | 13. April 2019    | Bogotá   | WTA International | Sand      | Astra Sharma        | Hayley Carter Ena Shibahara   | 6:1, 6:2         |

## Abschneiden bei Grand-Slam-Turnieren

### Einzel
| Turnier         | 2016 | 2017 | 2018 | 2019 | 2020 | 2021 | 2022 | 2023 | Karriere |
| --------------- | ---- | ---- | ---- | ---- | ---- | ---- | ---- | ---- | -------- |
| Australian Open | Q1   | —    | —    | 2    | —    | —    | Q2   | Q2   | 2        |
| French Open     | —    | —    | —    | —    | —    | —    | —    | —    | —        |
| Wimbledon       | —    | —    | —    | Q1   |      | —    | 1    | —    | 1        |
| US Open         | —    | —    | —    | Q2   | —    | —    | —    | —    | —        |

Zeichenerklärung: S = Turniersieg; F, HF, VF, AF = Einzug ins Finale / Halbfinale / Viertelfinale / Achtelfinale; 1, 2, 3 = Ausscheiden in der 1. / 2. / 3. Hauptrunde; Q1, Q2, Q3 = Ausscheiden in der 1. / 2. / 3. Qualifikationsrunde; nicht ausgetragen